# Edemissen
Edemissen (niederdeutsch Emisse) ist eine Gemeinde im Landkreis Peine in Niedersachsen. Verwaltungssitz ist der Ort Edemissen.

## Geografie

### Geografische Lage
Edemissen liegt im südlichen Randgebiet zur Lüneburger Heide. Höchste Punkte der Gemeinde sind jeweils mit 81,5 m über NHN eine namenlose Erhebung zwischen Berkhöpen und Edemissen und eine weitere namenlose Erhebung zwischen Berkhöpen und Eddesse.

### Gemeindegliederung
Die Gemeinde Edemissen besteht aus folgenden Ortsteilen:
- Abbensen
- Alvesse
- Blumenhagen mit Klein Blumenhagen
- Eddesse mit Klein Eddesse
- Edemissen mit Ankensen, Berkhöpen und Oelheim
- Eickenrode
- Mödesse
- Oedesse mit Klein Oedesse
- Oelerse
- Plockhorst
- Rietze mit Klein Rietze
- Voigtholz-Ahlemissen
- Wehnsen mit Wehnser Horst
- Wipshausen mit Horst

### Klima
Edemissen liegt innerhalb der gemäßigten Breiten im Übergangsbereich zwischen ozeanisch und kontinental geprägten Gebieten.

Niederschlagsmittelwerte in der Gemeinde Edemissen 1961–1990 (Ortsteil Wipshausen)

## Geschichte
Im Jahr 1965 erfolgte der Zusammenschluss der bisher selbständigen Orte Edemissen, Alvesse, Blumenhagen, Mödesse, Voigtholz-Ahlemissen und seit 1971 auch Oedesse zur Samtgemeinde Edemissen.
Die Samtgemeinde wurde im Zuge der Gebietsreform in Niedersachsen aufgelöst. Ihre Ortschaften wurden am 1. März 1974 mit den bisher selbständigen Gemeinden Abbensen, Eddesse, Eickenrode, Oelerse (zuvor Landkreis Burgdorf), Plockhorst, Rietze, Wehnsen und Wipshausen zur Einheitsgemeinde Edemissen zusammengefasst. Ankensen, Berkhöpen und Oelheim sind Ortsteile der Ortschaft Edemissen.
Die Gemeinden Eltze und Dedenhausen wurden in die Gemeinde Uetze im Landkreis Hannover und die Gemeinde Ohof in die Gemeinde Meinersen im Landkreis Gifhorn ausgegliedert.

## Religion

### Evangelisch-lutherisch

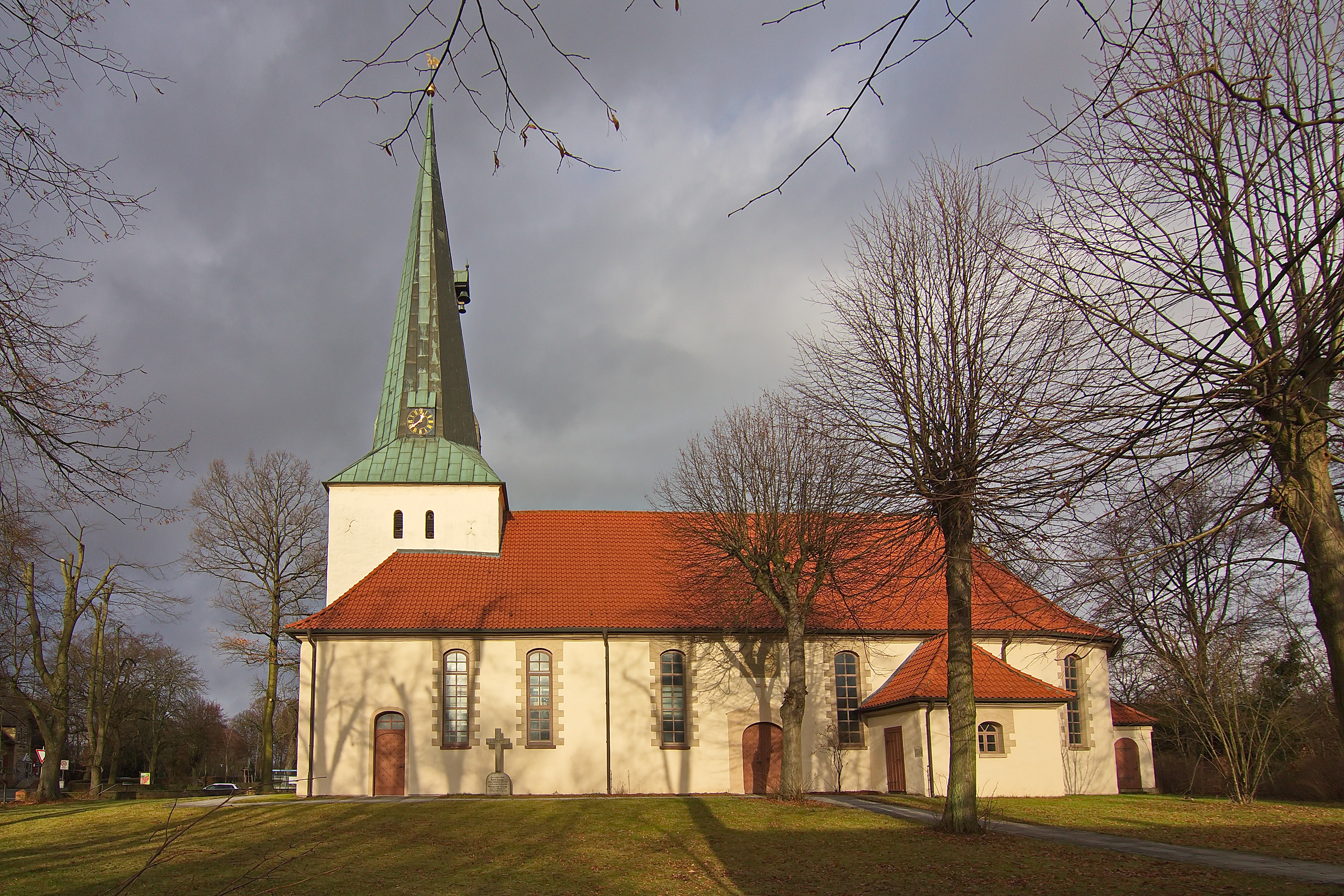
Martin-Luther-Kirche in Edemissen

Zum Kirchspiel der Evangelisch-lutherischen Kirchengemeinde der Martin-Luther-Kirche in Edemissen gehören die Orte Alvesse, Blumenhagen (mit Klein Blumenhagen), Edemissen (mit Ankensen, Berkhöpen und Oelheim), Mödesse, Oedesse (mit Klein Oedesse), Plockhorst, Voigtholz-Ahlemissen und Wehnsen. Die Orte Alvesse, Blumenhagen, Plockhorst, Voigtholz-Ahlemissen und Wehnsen verfügen über eine eigene Kapelle, in denen einmal im Monat ein Gottesdienst gehalten wird.
Bis zum Jahre 1894 gehörte auch die Kapellengemeinde Abbensen dazu – die eine selbständige Kirchengemeinde wurde. Auch das vor den „Toren“ von Peine gelegene Eixe mit Sundern war bis 1867 mit Edemissen verbunden und kam pfarramtlich zu Vöhrum.
Seit Anfang des 18. Jahrhunderts gehörte das Kirchspiel Edemissen zur Inspektion Sievershausen, die 1965 aufgelöst wurde und eine weitere Neuordnung im Kirchenkreis Peine bewirkte. Edemissen gehört seitdem zum Kirchenkreis Peine. Im Gebiet der heutigen Gemeinde Edemissen gibt es außerdem die evangelisch-lutherischen Kirchengemeinden in Abbensen, in Eddesse, in Eickenrode und in Wipshausen (mit Rietze).

### Römisch-katholisch

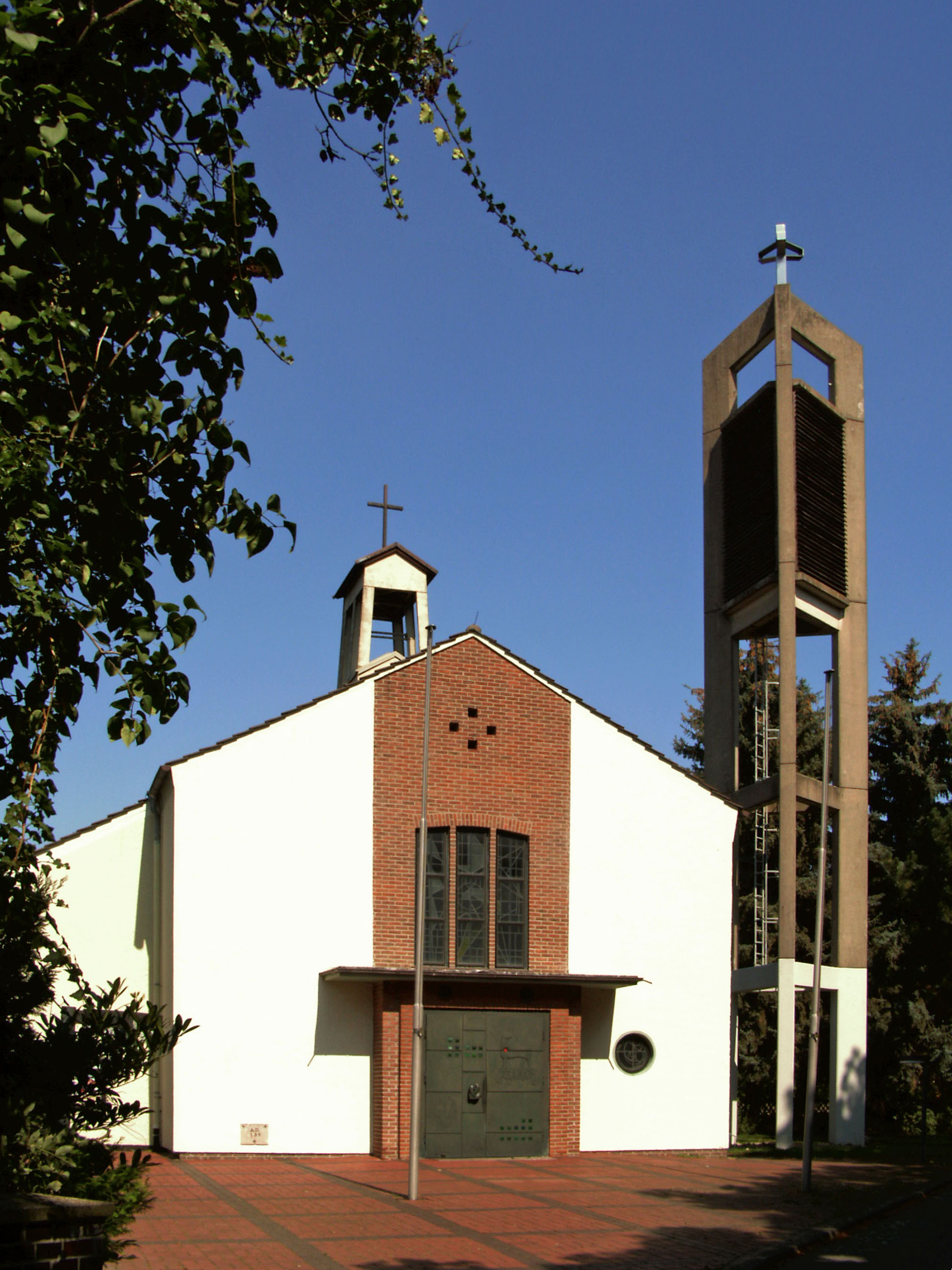
Corpus Christi-Kirche

Eine Römisch-katholische Kirchengemeinde war in Edemissen bzw. im Nordkreis Peine seit der Reformation bis ins 20. Jahrhundert nicht vorhanden. Erst mit dem Zuzug von Ausgebombten, Flüchtlingen und Vertriebenen bildete sich auch hier im Laufe der Nachkriegszeit nach dem Zweiten Weltkrieg eine immer stärker wachsende Gemeinde heran.
Gottesdienste wurden anfänglich in privaten Wohnungen, Gaststuben, Sälen oder auch Einrichtungen der evangelischen Kirche durchgeführt. Erst im Jahre 1959 wurde mit der Kirche Corpus Christi eine katholische Kirche in Edemissen erbaut. 1968 wurde sie um einen Glockenturm ergänzt. Vor ihrer Profanierung im Jahr 1999 gehörte auch die katholische St.-Petrus-Kirche in Eltze zur Pfarrgemeinde in Edemissen. Seit 2006 ist die katholische Gemeinde Edemissen Teil der Pfarrgemeinde „Zu den heiligen Engeln“ mit Sitz in Peine.

## Politik

### Gemeinderat
Der Gemeinderat der Gemeinde Edemissen besteht aus 30 Ratsfrauen und Ratsherren. Dies ist die festgelegte Anzahl für eine Gemeinde mit einer Einwohnerzahl zwischen 12.001 und 15.000 Einwohnern. Die 30 Ratsmitglieder werden durch eine Kommunalwahl für jeweils fünf Jahre gewählt. Stimmberechtigt im Rat der Gemeinde ist außerdem der hauptamtliche Bürgermeister.
Aus dem Ergebnis der Kommunalwahl 2021 ergab sich folgende Sitzverteilung:
| Gemeinderat 2021Insgesamt 30 Sitze - Linke: 1 - SPD: 13 - Grüne: 3 - FDP: 1 - FW-PB: 1 - CDU: 10 - AfD: 1 FW-PB: Wgem. Freie Wähler Peiner Land - Peiner Bürgergemeinschaft |

Ergebnisse der Kommunalwahl 2016:
- SPD: 12
- CDU: 11
- Grüne: 3
- Linke: 1
- FDP: 1
- AfD: 2[5]

### Bürgermeister
Hauptamtlicher Bürgermeister der Gemeinde Edemissen ist seit 2021 Tobias Faust (SPD). Bei der letzten Bürgermeisterwahl 2021 wurde er mit 63,88 Prozent der Stimmen gegen Ann-Marie Klaas (CDU) gewählt. Die Wahlbeteiligung lag bei 65,82 Prozent.

### Wappen
Das Wappen der Gemeinde Edemissen zeigt im Schildfuß in Gold einen blauen schreitenden Löwen, bewehrt mit roten Krallen und roter Zunge, darüber in blau eine goldene sym-
metrisch dargestellte Linde mit 14 Blättern.
Die Blätter der Linde stehen für die 14 Ortschaften, die in der Gemeinde Edemissen aufgegangen sind. Der Löwe und die Farben Blau-Gold verdeutlichen die jahrhundertelange Zugehörigkeit zum ehemaligen Herzogtum Braunschweig-Lüneburg. Das Wappen wurde am 2. April 1975 vom Regierungspräsidenten von Hildesheim bewilligt, der Entwurf stammt vom Wilhelm Krieg.

### Städtepartnerschaften
| Frankreich     | Wappen von Chaulnes | Chaulnes in Frankreich,  | seit 1969 |
| Sachsen-Anhalt | Wappen von Zahna    | Zahna in Sachsen-Anhalt, | seit 1991 |

## Kultur und Sehenswürdigkeiten

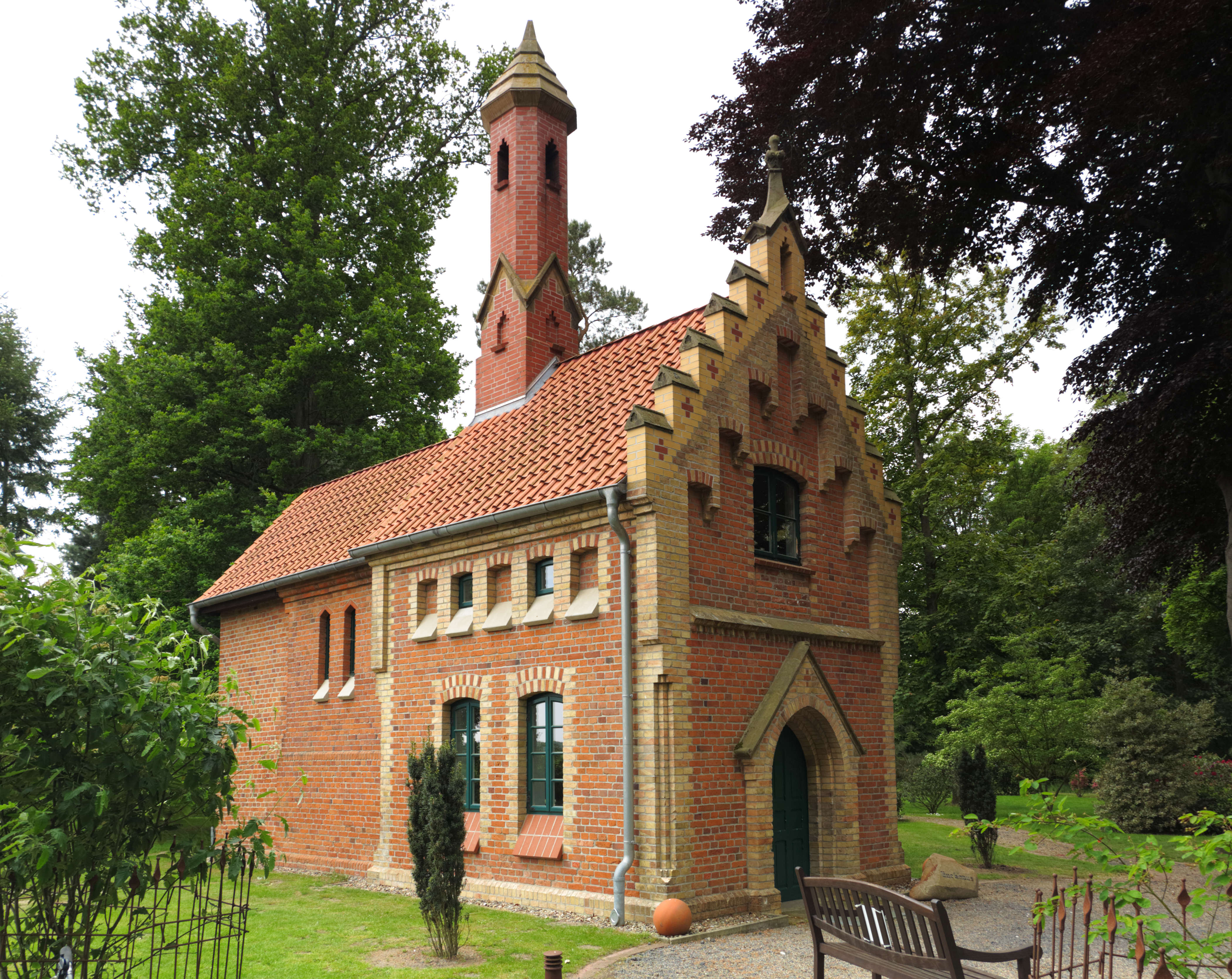
Guts-Backhaus Ankensen

- Auf dem Rittergut Ankensen besteht seit 2003 eine Außenstelle des Standesamtes Edemissen. Hier können Trauungen im restaurierten Guts-Backhaus vorgenommen werden. Das ehemalige Backhaus aus dem Jahre 1886 ist wahrscheinlich eine Arbeit des Konsistorialbaumeisters Conrad Wilhelm Hase.
- Die Martin-Luther-Kirche besteht aus einem Turm, der um 1200 entstand und dem 1691 errichteten Kirchenschiff. Die Decke des barocken Kirchenschiffs wurde 2002 durch Felix M. Furtwängler ausgemalt. Diese Ausmalung orientiert sich an biblischen Texten. Eine kunstgeschichtliche Besonderheit ist, dass viele Bibelstellen Aus den Paulusbriefen dargestellt sind, darunter Gal 5,1 „Zur Freiheit hat euch Christus befreit“ und 1Kor 15,24 „Es wird gesät verweslich und wird auferstehen unverweslich“. Zur überregional wahrgenommenen Ausmalung existiert ein Bildband.[8]
- Das Pfarrhaus entstand im Jahr 1737.
- Auf dem Gografenhof von 1737 steht der Zehntspeicher aus dem Jahr 1766, in welchem früher die Feldfrüchte gespeichert wurden, die als Zehnter von den steuerpflichtigen Bauern abgeliefert werden mussten.
- Die Wipperstraße im historischen Ortskern mit zahlreichen denkmalgeschützten Fachwerkbauten von bau- und kunstgeschichtlicher Bedeutung, wie dem Speicher Hiete von 1573, der Hofanlage um das Niedersachsenhaus Wipperhof[9] von 1768 und Smees-Spieker von 1757.

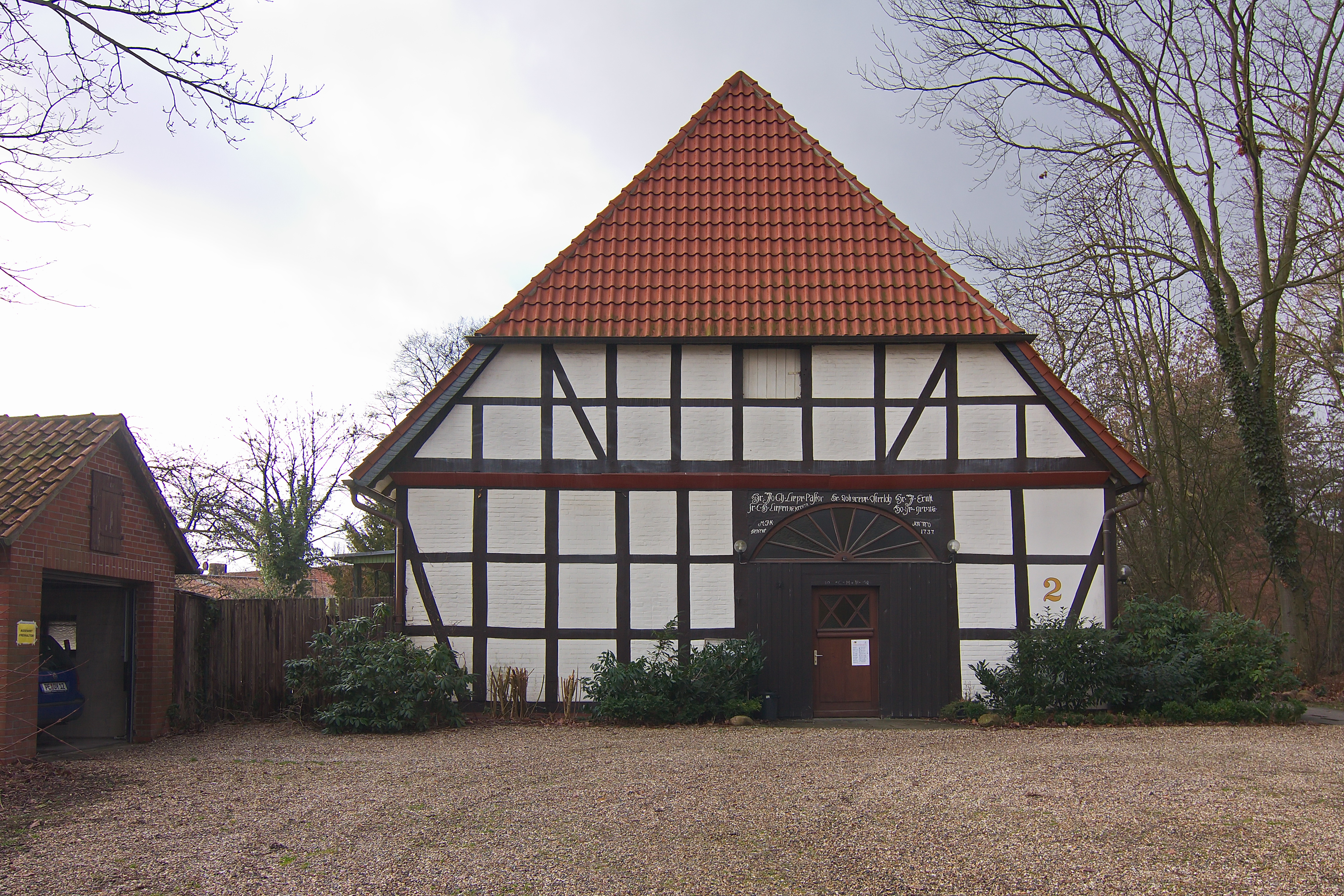
Pfarrhaus von 1737
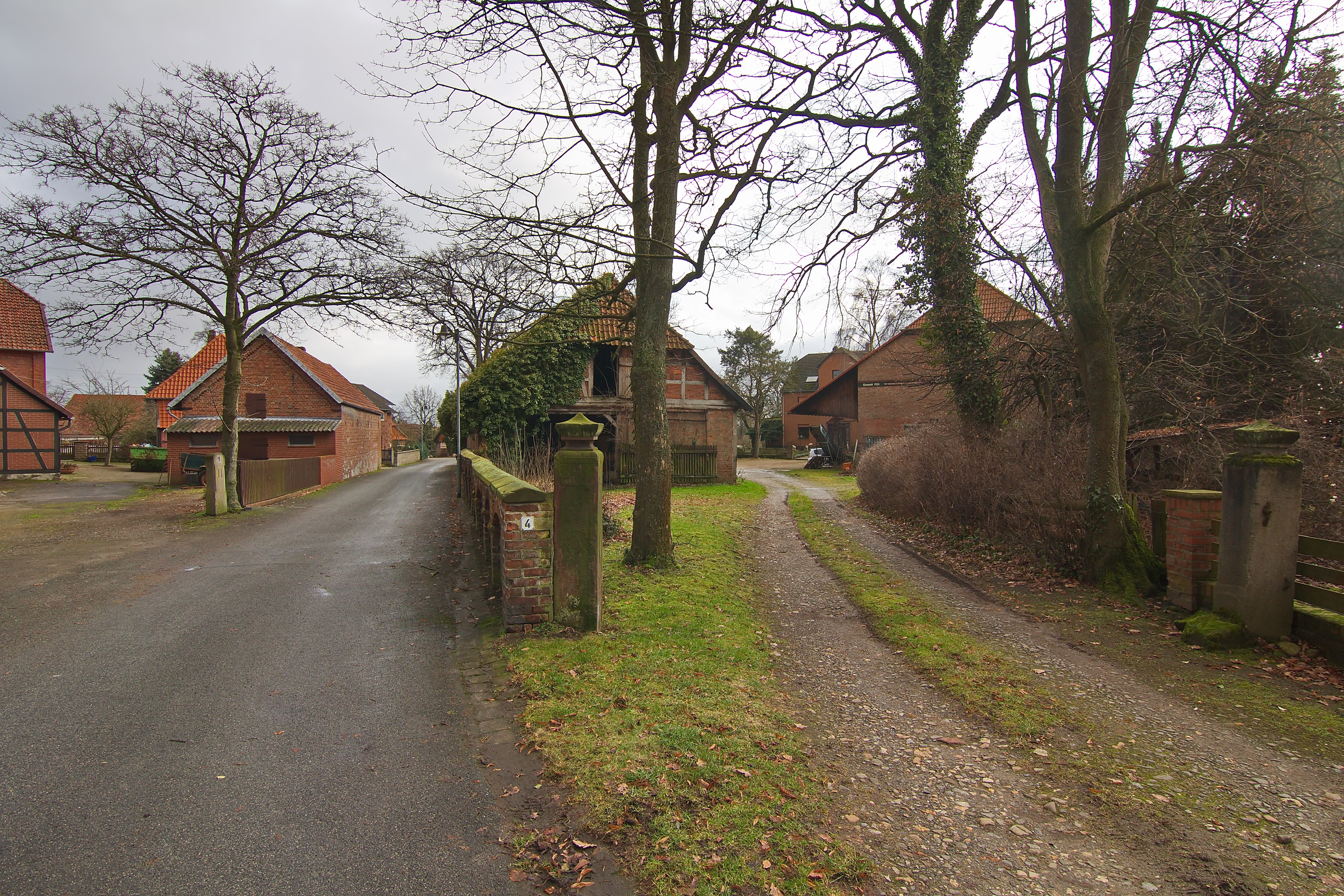
Wipperstraße 4
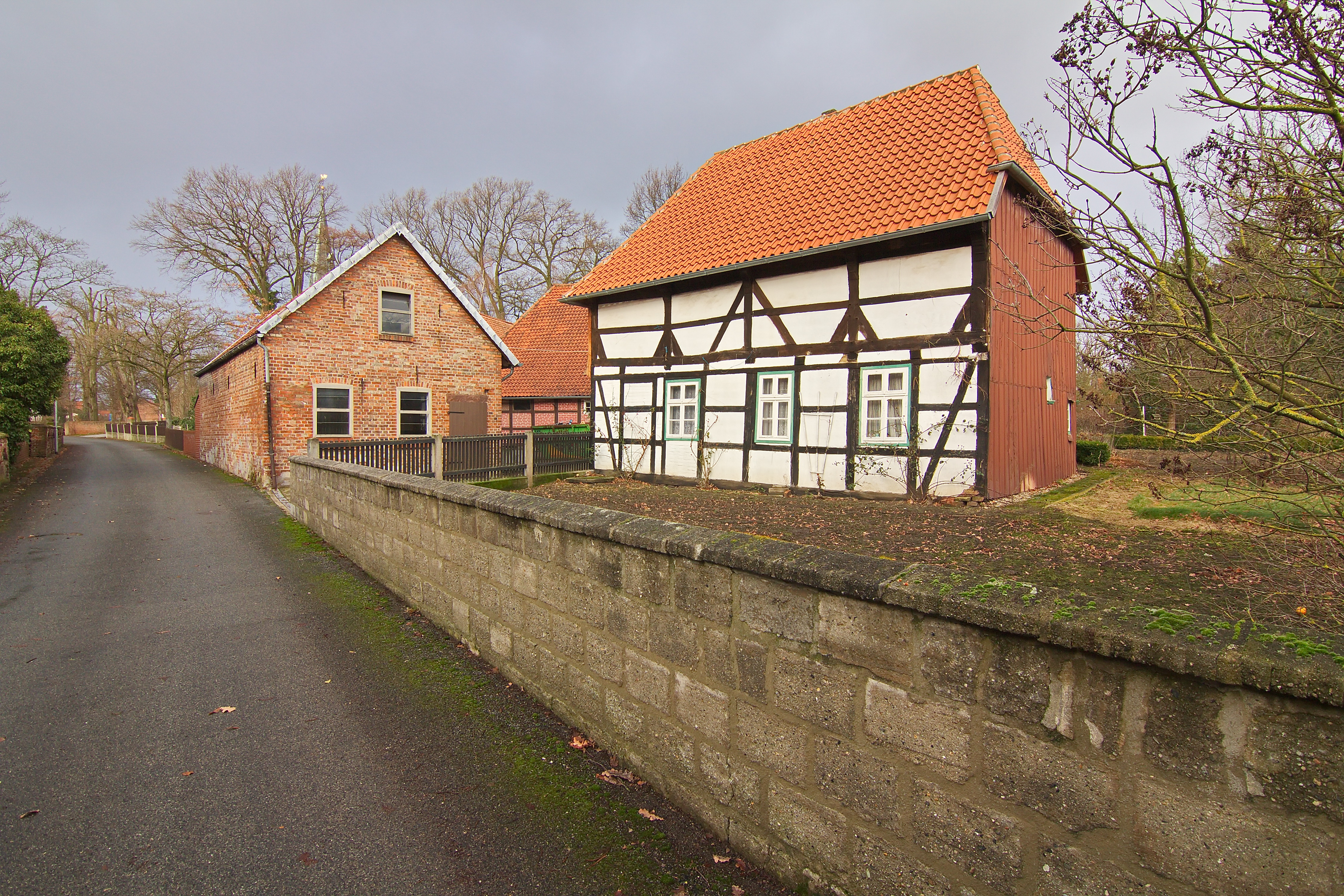
Blick auf die Wipperstraße
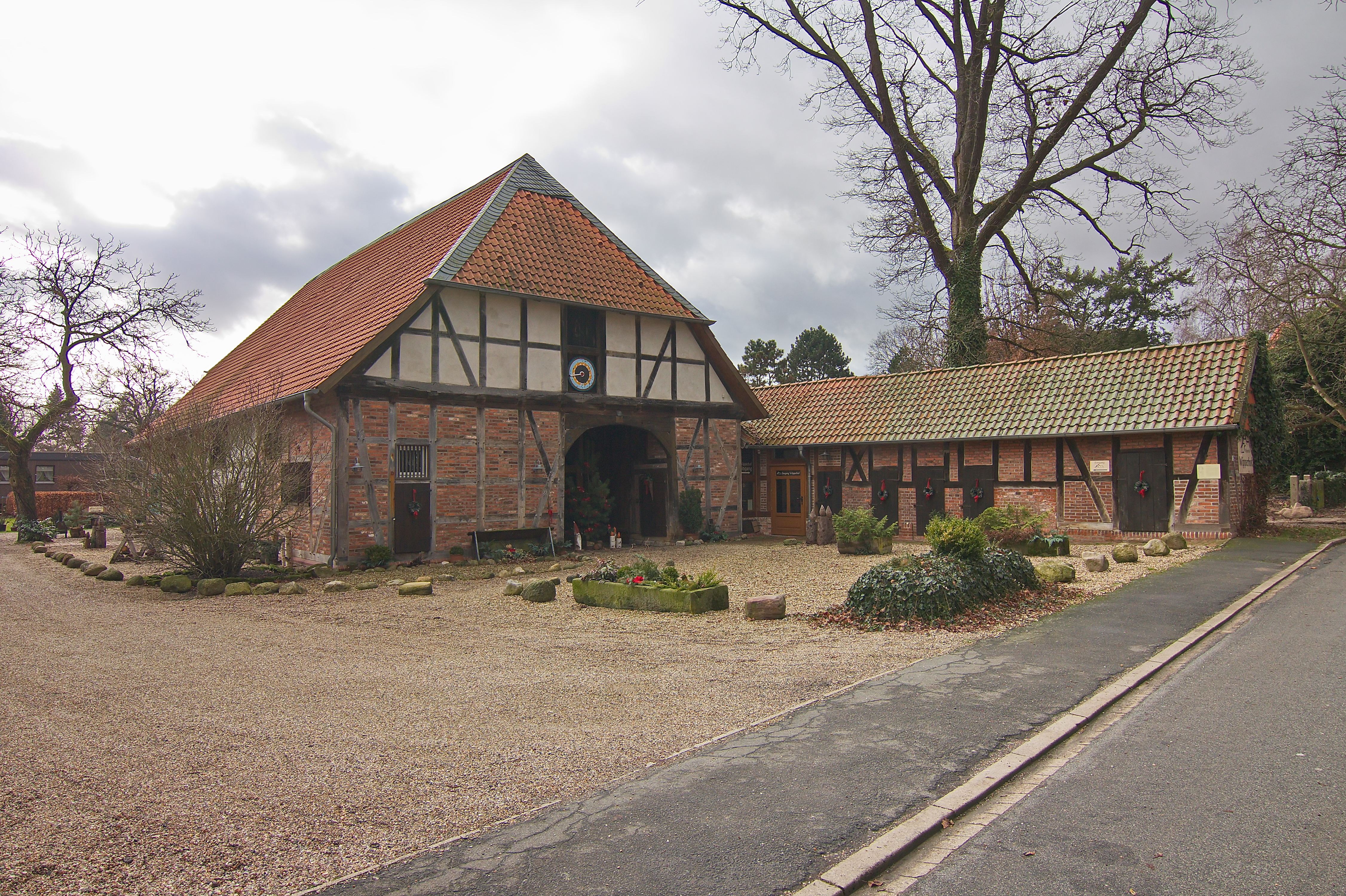
Niedersachsenhaus Wipperhof von 1768

## Grünflächen und Naherholung
Die Gemeinde Edemissen verfügt über gut ausgebaute Radfahrwege. Es gibt Badeseen in Wehnsen, Wipshausen oder Eixe. Ein 18-Loch-Golfplatz ist vorhanden. Die Fuhse, die bei Abbensen und Oelerse die Gemeinde durchquert, ist für Flusswanderer befahrbar.

## Wirtschaft und Infrastruktur
Im Zentralort Edemissen befinden sich Gemeindeverwaltung, Polizeistation, Feuerwehrhaus, Geldinstitute, Postagentur, Ärzte, Apotheken, Diakoniestation, Pfarramt sowie eine Vielzahl von Wirtschafts- und Handelsbetriebe zur Versorgung der Region. Bei landwirtschaftlichen Betrieben können saisonale Erzeugnisse (wie Kartoffeln, Mohrrüben, Zwiebeln, Spargel, Salat, Kürbis usw.) direkt ab Hof erworben werden. Edemissen verfügt zudem über eine relativ hohe Anzahl an Windkraftanlagen. Bei einer Gesamtbetrachtung weist Edemissen jedoch einen geringen Verstädterungsgrad auf. Aufgrund der dezentralen Struktur mit der Vielzahl an Gemeinden sind zentrale Infrastruktureinrichtungen nicht flächendeckend vorhanden. Laut einer statistischen Auswertung des Max-Planck-Instituts ist die Lebenserwartung der Bevölkerung in Edemissen im Vergleich zu Gesamtdeutschland geringer. Das Durchschnittsalter der Bevölkerung in der Gemeinde Edemissen lag 2022 mit 45,7 Jahren über dem Bundesdurchschnitt von 44,7 Jahren. Die Bevölkerungsdichte in der Gemeinde Edemissen ist sehr gering und lag 2022 mit 120 Einwohnern/km² deutlich unter dem deutschen Durchschnitt von 224 Einwohnern/km².

### Bildung
- Außer Kindergärten sind in Edemissen eine Grundschule (in Abbensen, Plockhorst und Wipshausen je eine verlässliche Grundschule), Hauptschule und Realschule vorhanden. Weiterführende Schulen und Berufsbildende Schulen finden sich in Peine.
- Eine Außenstelle der Kreisbücherei befindet sich im Schulzentrum Edemissen.

### Verkehr
Es bestehen Kreis-, Land- und Bundesstraßen. Edemissen liegt an der Bundesstraße 444. Eine Buslinie fährt die Kreisstadt Peine und auch einzelne Ortschaften der Gemeinde an. Die Anschlussstelle Peine an der Autobahn 2 ist etwa sechs Kilometer entfernt. Die nächsten Bahnhöfe sind in Peine, Dedenhausen und Hämelerwald. Vom Flugplatz Peine-Eddesse war auch ein Lufttaxi-Service möglich. Der Flugplatz ist seit dem 12. April 2010 geschlossen. Durch Bundesstraßen und eine Bahnstrecke sind einige Bereiche von Edemissen einer Lärmbelastung ausgesetzt.

## Persönlichkeiten
Auf dem Gebiet der heutigen Gemeinde Edemissen geborene Personen und Persönlichkeiten und die, die durch ihr Leben, ihre Arbeit und ihr Wirken eng mit der Gemeinde verbunden sind:
- Cuno Josua von Bülow (1685–1733), Offizier, kurbraunschweig-lüneburgischer Generalfeldmarschall
- Adolf-Friedrich Kuntzen (1889–1964), Offizier, zuletzt General der Panzertruppe im Zweiten Weltkrieg
- Hans Nowak (1922–1996), Künstler, Maler und Skulpteur
- Ernst Schacht (1953–2008), Theologe, evangelisch-lutherischer Bischof
- Julie Schrader (1881–1939), Schriftstellerin